# خوط عبدالواحد بن یحیی
خوط عبدالواحد بن یحیی (عربی: خوط عبد الواحد بن يحيى) فرمانروای مصر در دوران خلافت عباسی بود.